# Minettia buchanani
Minettia buchanani är en tvåvingeart som beskrevs av Malloch 1924. Minettia buchanani ingår i släktet Minettia och familjen lövflugor. Inga underarter finns listade i Catalogue of Life.